# Patiriella oriens
Patiriella oriens är en sjöstjärneart som beskrevs av O' Loughlin, Waters och Roger Roy 2003. Patiriella oriens ingår i släktet Patiriella och familjen Asterinidae. Inga underarter finns listade i Catalogue of Life.